# Karlbergstunneln
Le Karlbergstunneln (en français « Tunnel de Karlberg ») est un tunnel routier du quartier de Vasastan à Stockholm en Suède,.  

## Situation
Le tunnel de Karlberg, d'une longueur de 177 mètres, relie Klarastrandsleden au Norra länken et à l'Essingeleden et se trouve juste à l'est du château de Karlberg.
Lorsque l'élargissement de la Klarastrandsleden a été discuté dans les années 1970 et 1980, le tunnel de Karlberg a été préparé avec des double tubes, mais seul le tube de l'ouest est utilisé, tandis que celui de l'est est actuellement (2024) utilisé comme zone de stockage et de transit pour le bureau des rues de Stockholm. 
Le tunnel est à circulation bidirectionnelle et constitue une structure en béton de 177 mètres de long sous la gare de Karlberg.
Le tunnel a aussi une piste de circulation douce.
La Klarastrandsleden et Karlbergstunneln constituent le maillon le plus faible de l'axe Nord-Sud (la connexion entre le Södra länken via le Söderledstunneln et le pont centralbron menant au Norra länken) et provoquent des problèmes de circulation constants aux heures de pointe. 
Si la voie Klarastrandsleden est élargie, la conception du tunnel de Karlberg devra également être modifiée.

## Galerie

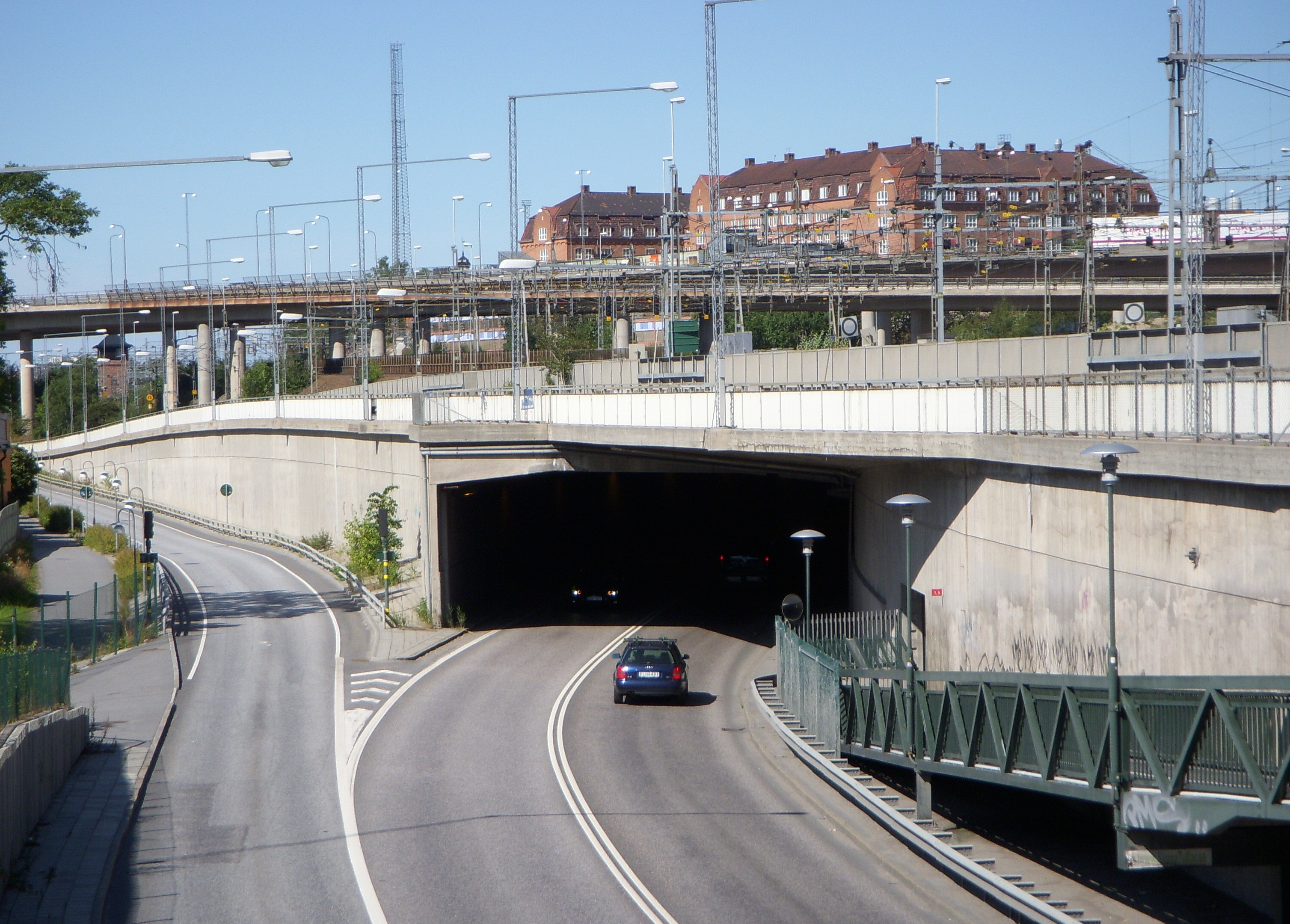
Entree Sud en août 2009.
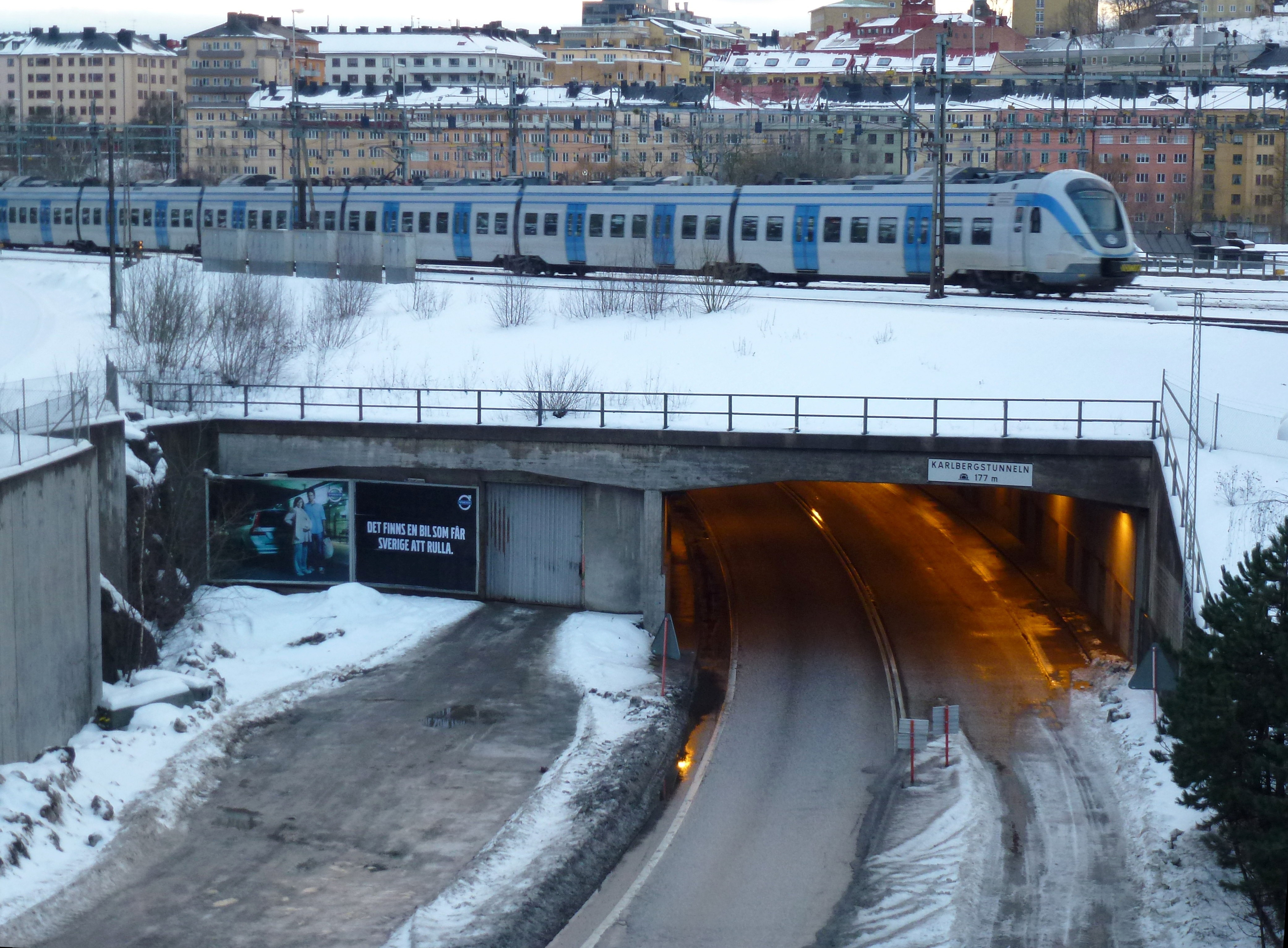
Entrée Nord en décembre 2012.
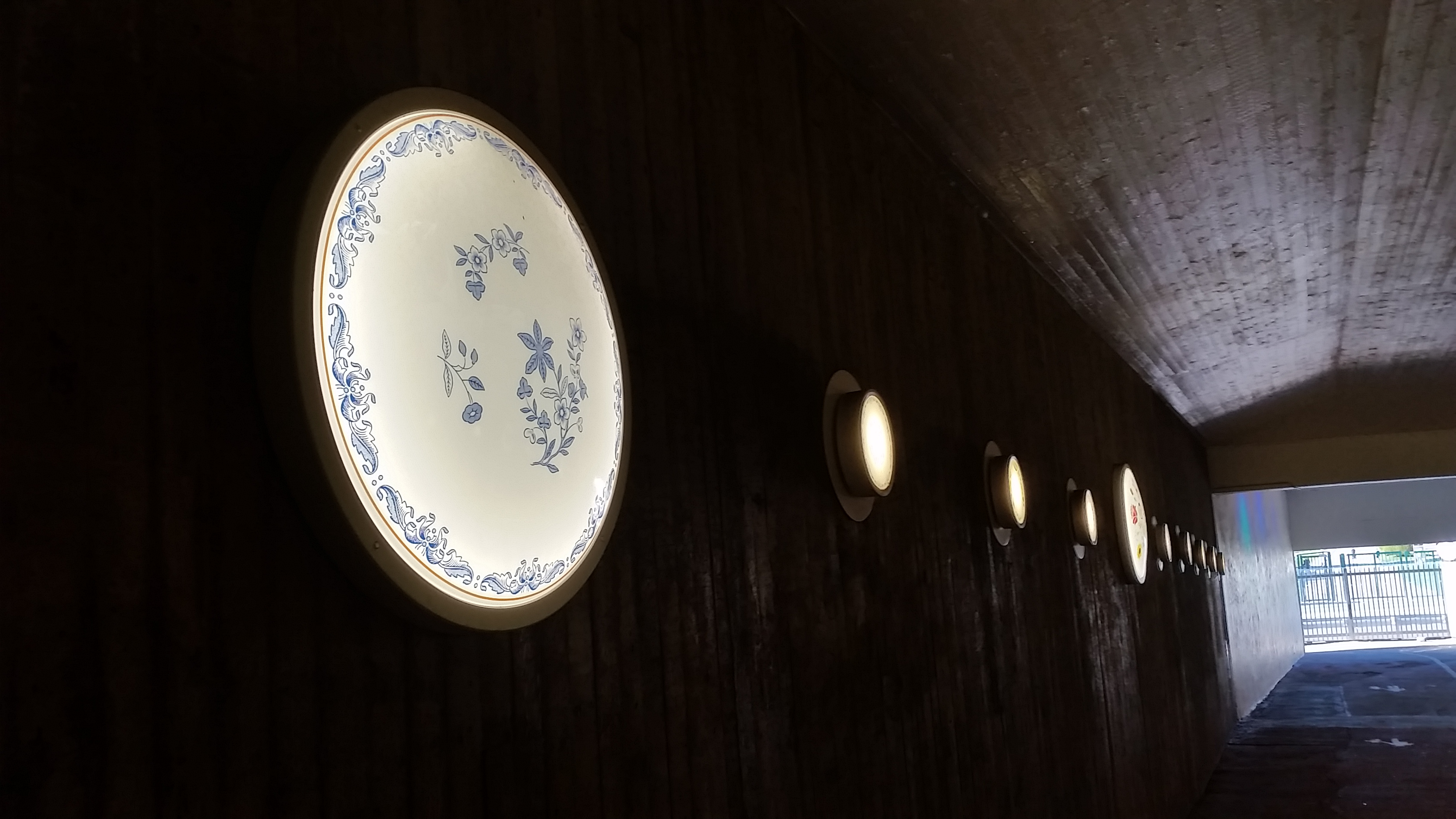
Décorations dans la partie de circulation douce du tunnel.